# Michael Good
Michael Timothy Good (Parma, 13 oktober 1962) is een Amerikaans voormalig ruimtevaarder. Good zijn eerste ruimtevlucht was STS-125 met de spaceshuttle Atlantis en vond plaats op 11 mei 2009. Tijdens de missie werd er gewerkt aan de ruimtetelescoop Hubble om de levensduur te verlengen.
Good maakte deel uit van NASA Astronautengroep 18. Deze groep van 17 ruimtevaarders begon hun training in 2000 en had als bijnaam The Bugs. 
In totaal heeft Good twee ruimtevluchten op zijn naam staan. Tijdens zijn missies maakte hij in totaal vier ruimtewandelingen. In 2012 verliet hij NASA en ging hij als astronaut met pensioen. 